# 桃太郎電鉄V
『桃太郎電鉄V』（ももたろうでんてつブイ）は、ハドソンが1999年12月16日に発売したPlayStation用ボードゲーム。桃太郎電鉄シリーズの第9作である。副題は「ハルマゲド〜ン襲来の巻」。
Vにはバラエティ、バージョンアップなどの意味が込められている。

## 概要
プレイステーションにおける最終作品かつ据え置き機における最後の2D作品である。フォントがサイズの大きい等幅になり読みやすくなったほか、毎月の自動セーブ機能が復活した。本作では前作のゲストボンビー「ギーガボンビー」に代わり、全員に被害を与える妨害キャラクター「ハルマゲド〜ン」が出現し、一つの地方の物件を全て破壊する。
また、様々な条件下でプレイするモード「バラエティゲーム」が前作『jr.』に引き続き登場するほか、桃太郎ランド内のアトラクションで遊ぶことができるなど、バラエティに富んだものとなっている。特に後者のモードについては、後の「ボンバーマンランド」などのシステムに採用されている。
また、初回版にはポケットステーション用のミニゲーム集『バトルボンビー2』のCD-ROMが同梱されている。

## 前作からの変更点
- 本作からゲーム中に使われている文字が基本的に等角フォントになったため、読みやすくなった。
- 本作より『G』まで（『USA』を除き）メニュー画面BGMが「出発進行○○（西暦年号、本作の場合は出発進行1999）」（宮路一昭作曲）に統一された。
- 『7』『jr.』でカードの種類が減っていた傾向がなくなり、本作からはカードの種類が増加傾向にある。
- 本作から大半の攻撃系カードを使った際に、ターゲットを指定可能になった。また、刀狩りカードでどのカードを奪うかを指定できるようになるなど、細部のランダム性を排除したものもある。ただしこれまでの作品とは異なり、ランダムにターゲットを指定することはできなくなった。
- 本作から関西地方のマップの形が大幅に変わり、奈良が行き止まりになる。
- 本作のみ、ボンビラス星のマップが「右側からスタートして左側に向かう」というものになっている（他の作品では全て「手前からスタートして奥に向かう」マップである）。ただしマス数や分岐数などは他の作品と全く変わっていない。
- 本作のみ、1999年の発売にちなんで「世紀末イベント」が登場。「カードがすべて伏字になる」「物件以外の駅が黒く隠される」「目的地が隠し目的地になる」のうちのどれかが起きる。
- 本作のみ、1地方の物件をすべて破壊する「ハルマゲド〜ン」が登場。巨大な遮光器形土偶の姿をしていて、名前はハルマゲドンのパロディ。
- 本作では、物件を独占すると自然災害や「ハルマゲド〜ン」「ドジラ」などを完全に防ぐシェルターを建設することができる（建設費は当該駅の物件総額の1/2）。ただし、シェルターは資産に計上されない。また何らかの理由で物件を手放すことにより独占が崩れるとシェルターは廃棄される。
- 『DX』以降、シリーズ恒例となっているゲストボンビーは、本作と『X』では登場していない。
- 本作のみ、所持金が一番多いプレイヤーに女ねずみ小僧が現れることがある。所持金の半分を他のプレイヤーに渡す。スリの銀次が出現しないプラス駅にも出現してくる。
- 本作では、運賃改正が3回行われ、カードの値段は最終的にゲーム開始時の8倍になる。
- 本作では、通常の1年ごとのセーブに加え、毎月セーブも選択できるようになっている。ただしゲーム開始時にセーブをしない選択をした場合はどちらの方法も不可能。
- 本作と『X』では、ウインドウのカラー・デザインを選べる。カレンダーの大きさを小さくしたり、画面自体を省略できる。なおこの機能は『2010』で復活した。
- 本作では、特別ルールで戦う「バラエティゲーム」の種類が増加。
- 本作以降、特定のマスに停車するとランダムで出現してカードをくれる「ペペペマン」が初登場。説明文では「なんて意味が無いんだ!」という説明が入る通り、使いこなすことが難しいカードが多い。
- アリtoキリギリス、吉野紗香、浅草キッドなどの桃鉄愛好家の有名人が、ゲーム中にPBSスタジオの客として登場する。通常ゲームと上記のバラエティゲームでは客の面子も異なる。
- 初登場のカード：千載一遇カード、虎につばさカード、☆に願いをカード、やきみそカード、カード交換カード、たらればカード、徐行運転カード、エアポートカードなど
- 廃止されたカード：イトーヨーカード、あまのじゃくカード
- 『7』に続きデジキューブ提携のコンビニ併売タイトル2作目としてリリースした。
- 『7』と本作のみ、桃太郎と夜叉姫の服装が月ごとに変化する。また、ニュース画面や目的地ルーレット画面でアニメーションする。

## 桃太郎ランド
ゲーム本編で最高額物件である岡山駅の「桃太郎ランド」（500億円）を購入する、もしくはマップ上のある場所をちいきデータで調べた後セーブすると、桃太郎ランド内のアトラクション（ミニゲーム）で遊べるモードが追加される。プレイヤーは桃太郎を操作し、桃鉄キャラクターたちがいる遊園地「桃太郎ランド」の中を歩き回り、各種のミニゲームやイベントに挑戦する。操作感覚としてはRPGの街・村マップを歩き回るものに近い。
プレイヤーが操作する桃太郎はいつもの背広のような格好だが、登場する他のキャラクターの大半は、夜叉姫の振り袖姿など『桃太郎伝説』の衣装を着ている。桃太郎もミニゲームで『伝説』の衣装になる。ただしスリの銀次はちょんまげではなく角刈り。
ミニゲームで一定の成績をあげたり、ミニゲームやアトラクションを一定回数プレイしたり、各地のイベントをこなしたりすると、「都市カード」（本作に登場する物件駅名の入ったカード）がもらえる。入手した都市カードはカードアルバムで絵を鑑賞でき、さらに一定枚数集めるごとに移動範囲が広がり、99駅全ての都市カードを集めると特別なイベントが起こる。
また、『7』『桃太郎伝説』のセーブデータがメモリーカードに保存されている状態で始めると、えんまやギーガボンビーがマップ上に追加されたり、一部のキャクラターのセリフが変化する。

## 関連商品
- 『桃太郎電鉄V公式ガイドブック』（ワンダーライフスペシャル―ハドソン公式、小学館、ISBN 4-06-343106-1）、2000年1月
巻末には食品物件の元になった各地の名産食品の紹介や、さくまの取材旅行に同行してのインタビューが収録されている。なお、この時さくまは九州に出かけており、次回作の『X』九州編の準備を思わせる。実際にインタビュー写真で出てきた日田の「日田杉の下駄」は物件として登場している。
- 『桃太郎電鉄 研究読本』（廣済堂出版、ISBN 4-331-80013-X）
『V』発売前に出された、桃鉄シリーズの総括本。イラスト原画、ラジオ番組「有限会社 桃太郎商店」のメンバーによる対談など。
- 『ボンビー大賞リターンズ 平成大不況貧乏物語』（青樹社、ISBN 4-7913-1207-4）
『7』で好評だったキャンペーンの続編。日本全国から貧乏体験を募る。優勝賞金は101万円。ハドソン公認の本で、表紙にはしっかりキングボンビーがいる。
- 『桃太郎電鉄Vパーフェクトガイド』 (The PlayStation BOOKS、ソフトバンククリエイティブ、ISBN 4797311916）、2000年1月
目的地周辺の駅から何の目を出せば到着できるかなど、細かいデータを収録。
- 『桃太郎電鉄V旅はじめヴィクトリーガイド』（Vジャンプブックスゲームシリーズ、集英社、ISBN 4087790517）、1999年12月
- 『「桃太郎電鉄」～SOKOZIKARA』(「桃太郎電鉄V」ORIGINAL SOUND TRACK/「桃太郎電鉄」～「桃太郎電鉄7」BEST TRACK&SPECIAL Version TRACK〉/関口和之&宮路一昭 (TYCY-10028)
『V』及び『7』の合同サウンドトラック。それぞれのタイトルから一部のみの収録となっている。
- 『土居孝幸アートワークス DOIN'S』(樹想社発行、銀河出版発売、ISBN 978-4-87777-095-2)、2010年10月26日
キャラクターデザインを手掛ける土居孝幸の画集。本作からはパッケージ・宣伝用イラスト、都市カード原画などが収録されている。